# Mihai Bravu (stacja metra)
Mihai Bravu – stacja metra w Bukareszcie, na linii M1 i M3. Stacja została otwarta w 1981.